# Négritude
Die Négritude ist eine literarisch-philosophische politische Strömung, die für eine kulturelle Selbstbehauptung aller Menschen Afrikas und ihrer afrikanischen Herkunft eintritt. Im Unterschied zum eher angelsächsisch orientierten Panafrikanismus reflektierte die frankophone Négritude den europäischen Diskurs über Afrika.

## Näheres
Léopold Sédar Senghor, der erste Präsident Senegals, stellt die Négritude der francité („Französischsein“) entgegen; Aimé Césaire, der den Begriff Négritude geschaffen hat, legt ihn kampfbetonter und zukunftsgewandter als Senghor aus. Während im Eurozentrismus behauptet wird, Afrika sei kulturlos, oder afrikanische Kultur als besonders exotisch genossen wird (Exotismus), will die Négritude eine eigenständige, vielseitige und gleichberechtigte „schwarze“ Kultur und Lebensweise herausstellen.
Sowohl Senghor – gestützt auf Leo Frobenius – als auch Césaire gehen dabei davon aus, dass Afrikaner kulturell und geschichtlich grundsätzlich anders als ihre Kolonialisatoren geprägt sind. Gegenüber den vom Kolonialismus geschaffenen Negativzuschreibungen und Entwertungen ihrer Kultur als „unzivilisiert“ heben sie die für sie selbst wichtigen kulturellen Fähigkeiten in einer positiven Bewertung hervor. Sie hinterfragen beispielsweise, warum sensitive und sinnliche Elemente ihrer Kultur als „triebhaft“ betrachtet werden sollen, und betonen die eigene kulturelle und philosophische Tradition.

## Geschichte
Der Begriff der Négritude wurde im Zuge der Dekolonialisierung in den 1930er Jahren von frankophonen Intellektuellen wie vor allem Aimé Césaire (Martinique), L. S. Senghor (Senegal) und L. G. Damas (Französisch-Guayana) als politischer Begriff schwarzer Selbstbestimmung entwickelt und dem kolonialen Integrationsangebot der Francité (die Kolonisierten assimilierend zu „Hundert Millionen Franzosen“ werden zu lassen) entgegengestellt. Geprägt wurde er von Césaire in der Pariser Zeitschrift „L’Etudiant Noir“ (1935), wo von Anfang an klar wurde, dass es sich hier um ein über die bloße Kunst hinausreichendes, umfassendes antikolonial-revolutionäres Afrikanitätskonzept handelt. 
Die Bewegung war von Leo Frobenius und den Autoren der Harlem Renaissance beeinflusst, insbesondere von den afroamerikanischen Autoren Richard Wright und Langston Hughes, deren Werke sich mit „blackness“ und Rassismus auseinandersetzten. Als Vorläufer der Bewegung wurde von Senghor auch der schon 1911 in Paris erschienene Roman Batouala. Un véritable roman nègre des Kolonialbeamten René Maran angesehen, in dem er die französische Kolonialpolitik heftig kritisierte. 
Während der 1920er und 1930er Jahre war eine kleine Gruppe von schwarzen Studenten und Gelehrten aus den Kolonien in Paris versammelt, wo sie von Paulette Nardal und ihrer Schwester Jane den Schriftstellern der Harlem Renaissance vorgestellt wurden. Paulette Nardal und der haitianische Arzt Leo Sajou gründeten La revue du Monde Noir (1931/32), eine Literaturzeitschrift, die auf Englisch und Französisch erschien und ein Sprachrohr für die wachsende Bewegung von Intellektuellen aus Afrika und der Karibik in Paris zu sein versuchte. Auch der Negrismo in der spanischsprachigen Karibik hatte Verbindungen zu der Harlem Renaissance und so entstand ein globaler Austausch dieser Bewegungen vor dem Hintergrund unterschiedlicher und gleicher Erfahrungen und Situationen.
Den eurozentrischen Legitimationen weißer Dominanz wird von der Négritude die gewaltförmige und zerstörerische Bilanz ihrer tatsächlichen Praxis vorgehalten, während die Praxis eigener Kulturen idealisiert wird und die Quellen eigener Stärken (z. B. das feste Sozialnetz und die kommunitäre Lebens- und Produktionsweise) hervorgehoben werden.
Césaires Afrikanität verstand sich als ein kulturell-emanzipatorisches Projekt mit unmittelbarer politischer Relevanz, das er sowohl als Dichter/Schriftsteller (Stücke, Gedichte, Artikel, v. a. „Über den Kolonialismus“) als auch als Politiker (Bürgermeister in Martinique, Abgeordneter der französischen Nationalversammlung) verfolgte. Die strukturelle Nähe von Philosophie und Praxis der Négritude zeigt sich ebenso am Beispiel Senghors, der 1960 Präsident Senegals wurde. Auf die Négritude (die „Masse der kulturellen Werte Schwarzafrikas“) blickte er 1956 als „doch nur der Anfang zur Lösung unseres Problems“ zurück:

„Um unsere eigene und wirkliche Revolution zu beginnen, mussten wir unsere entliehenen Kleider, die Kleider der Assimilation, ablegen und unser eigenes Sein bejahen … Wir konnten nicht in die Vergangenheit zurückkehren … Um uns wirklich treu zu sein, sollten wir die negro-afrikanische Kultur in die Realitäten des 20. Jahrhunderts eingliedern. Um aus unserer Négritude ein effektives Instrument der Befreiung zu machen, mussten wir den Staub wegblasen und ihr in der internationalen Bewegung der zeitgenössischen Welt ihren Platz zuweisen.“

Die Opposition zur weißen Dominanz war fundamental, die Forderung nach Anerkennung des kolonialen Verbrechens und entsprechender Verantwortungsübernahme konsequent. Sie stellt auch heute noch eine kompromisslose Aufforderung und uneingelöste Bringschuld dar, wie am weiterhin virulenten Gewaltverhältnis weißer Herren und schwarzer Sklaven und an der ungebrochenen Herrschaft aufgeklärt und unaufgeklärt rassistischer Bilder von schwarzen Menschen nur allzu deutlich wird. Kritiker bemängeln an der Négritude „afrikanische Blut- und Bodenmystik“ oder „anti-weißen Rassismus“, was nicht selten als ein offenkundiger Abwehrreflex privilegierter Weißer gegenüber Anklagen wie jener Césaires angesehen wird:

„Ja, was denn? die Indianer massakriert, die islamische Welt um sich selbst gebracht, die chinesische Welt gut ein Jahrhundert lang geschändet und entstellt, die Welt der Schwarzen disqualifiziert, unzählige Stimmen auf immer ausgelöscht, Heimstätten in alle Winde zerstreut ... und Sie glauben, für all das müsse nicht bezahlt werden?“

## Fanon und die Négritude
Im Rahmen seines Werkes Peau noire – masques blancs von 1952 (dt. 1980: Schwarze Haut – weiße Masken) thematisierte Frantz Fanon (1925–1961) die Négritude-Bewegung.
In einem Dialog mit Jean-Paul Sartre über die Selbsterfahrung des „Schwarzen Subjekts“ innerhalb kolonialer Gesellschaftsformen war die Négritude zentrales Thema.

## Kritik
Die African writers Conference of English Expression, die vom 11. bis 17. Juni 1962 in Kampala stattfand, war die weltweit erste Konferenz englischsprachiger afrikanischer Autoren und damit eine Art anglophones Pendant zum berühmt gewordenen Congrès mondial des artistes et écrivains noirs, der 1956 und 1959 in Paris und Rom stattgefunden hatte. Auf dem Kongress übte Wole Soyinka erstmals Kritik an der Négritude, die er mit dem Wortspiel Négritude / Tigritude als bloßes Gerede verspottete: „The tiger does not proclaim its tigritude. It jumps.“ (Der Tiger proklamiert nicht seine Tigrigkeit. Er springt.) Die Négritude habe den Blick für die Realitäten verloren und sei selbstreferentiell. Sie verfolge das Ziel der Herstellung einer fiktiven Kultur, die Afrika in Wirklichkeit jedoch nie verloren habe.
In der postkolonialen Kritik wurden zugrunde liegenden Ansätze der Négritude kritisiert. Die Négritude habe zwar einen wichtigen Faktor für die Wiedergewinnung eines Selbstwertgefühls vor dem Hintergrund der Unterdrückung dargestellt, aber in ihrem dichotomen Denken von essentialistischen Gegensätzen auf der Tradition des hellenisch geprägten Europäischen gründe. Zu den Kritikern gehört vor allem Aimé Césaire, der auch den mit der Négritude verbundenen Panafrikanismus kritisierte: „Es gibt zwei Wege sich zu verlieren: durch die Fragmentierung in das Partikulare oder die Auflösung in das ‚Universale‘.“ Auch die französische Schriftstellerin Maryse Condé lehnte die Négritude- und Panafrikanismus-Bewegungen ab, die sie als eine Reproduzierung rassistischer Ideologien ansah.

## Romane und Literaten der Négritude
- Mongo Beti (Kameruner): Der arme Christ von Bomba
- Bernard Dadié (Elfenbeinküste): Climbié
- Camara Laye (Guinea): Einer aus Kurussa
- Léopold Sédar Senghor (Senegal)
- Lamine Diakhaté (Senegal)